# Симптом рукавичок і шкарпеток
Симптом рукавичок і шкарпеток (англ. Papular purpuric gloves and socks syndrome) — діагностичний симптом (іноді — синдром) деяких хвороб (псевдотуберкульоз, інфекційна еритема тощо). Являє собою появу в початковому періоді цих хвороб набряку та гіперемію кистей та стоп, що створює вигляд наче на них одягнуті рукавички та шкарпетки. Іноді в цих місцях хворі відчувають ще й свербіж. У розпалі цих захворювань симптом щезає. 